# Eslövs FK
Eslövs FK (Eslövs friluftsklubb) är en sportklubb i Eslöv som sysslar med orientering, längdskidåkning och mountainbikeorientering. Klubben bildades 1941.
Klubben har Gyaskogen som "hemmaskog".